# Aziziye

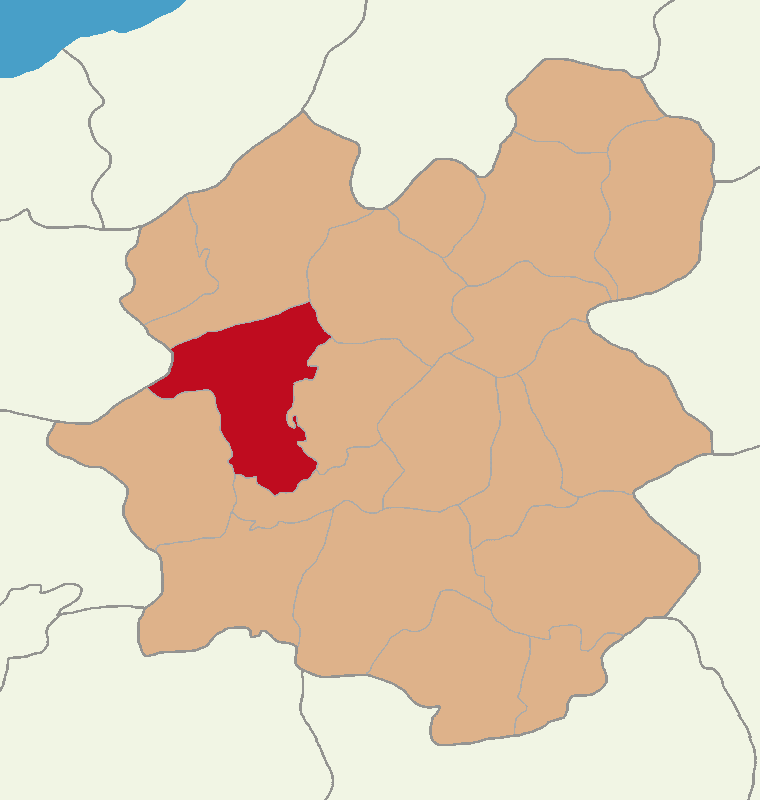
Lage von Aziziye innerhalb von Erzurum

Aziziye (früher Çermük; kurdisch Çêrmik) ist eine Stadt im gleichnamigen Landkreis der türkischen Provinz Erzurum und gleichzeitig ein Stadtbezirk der 1993 geschaffenen Büyükşehir belediyesi Erzurum (Großstadtgemeinde/Metropolprovinz).

## Geografie
Aziziye liegt im Westen der Provinz und grenzt an die Provinz Bayburt.
Der Pulur Çayı mündet bei Aziziye in den nach Westen strömenden Karasu. Im Norden des Ilçe befindet sich am Serçeme Çayı die Kuzgun-Talsperre.

## Geschichte
Bis Anfang des 20. Jahrhunderts war Aziziye ein von Armeniern bewohnter Ort. Der Name Ilıca ist eine türkische Übersetzung des ursprünglich armenischen Namens Çermug.
Aziziye hieß zuvor Ilıca, war ein Bucak des zentralen Landkreises (Merkez) Erzurum und wurde 1990 als ein eigener Landkreis selbständig. 2008 wurden Gemeinde und Landkreis umbenannt in Aziziye. Laut Stadtlogo wurde der Ort gleichzeitig zu einer Belediye (Gemeinde) erhoben.

## Bevölkerung
Ende 2020 lag Aziziye mit 63.366 Einwohnern auf dem dritten Platz der bevölkerungsreichsten Landkreise in der Provinz Erzurum. Die Bevölkerungsdichte liegt mit 41 Einwohnern je Quadratkilometer über dem Provinzdurchschnitt (30 Einwohner je km²) und ist die dritthöchste in der Provinz.

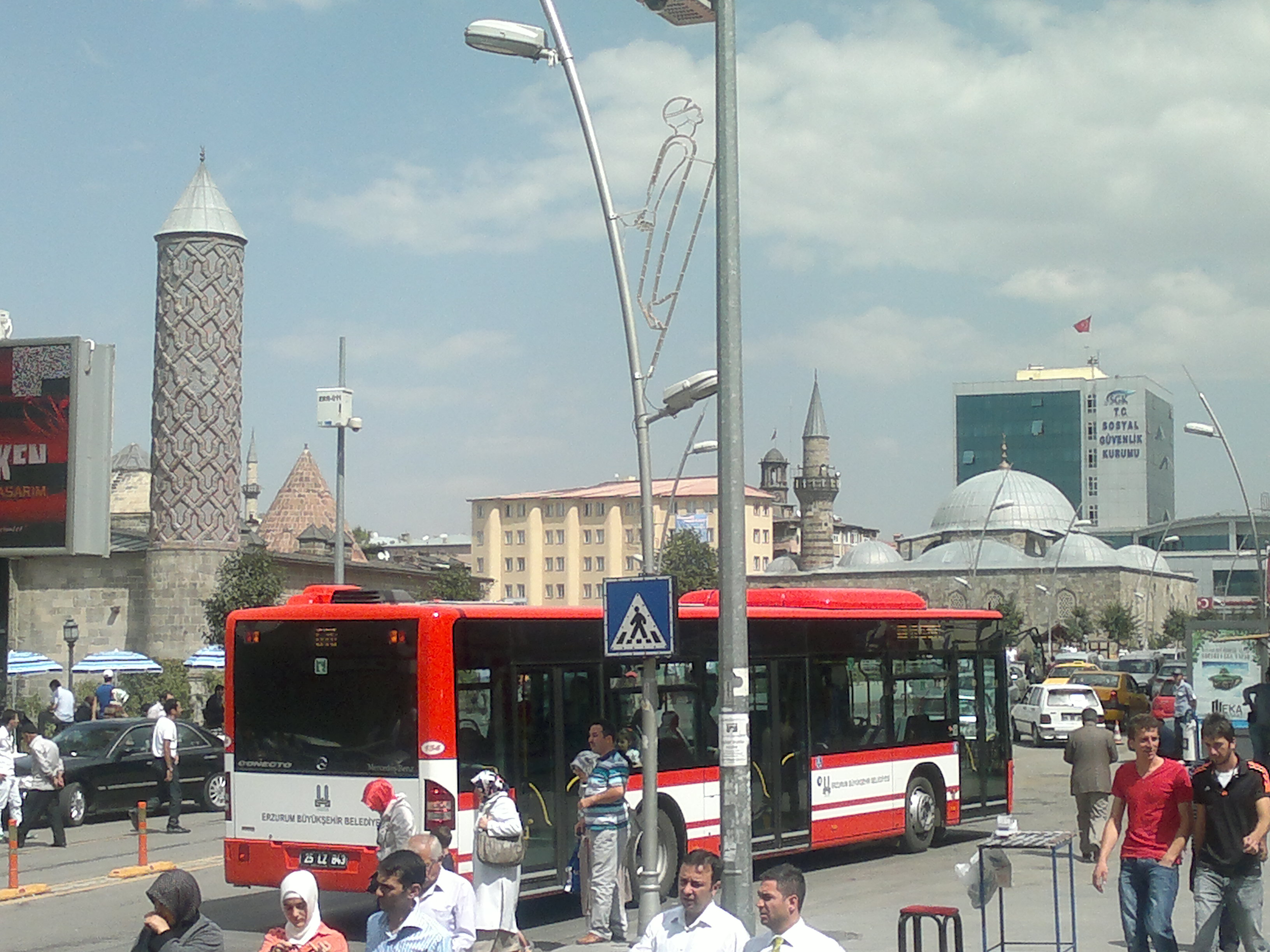
Straße der Republik

## Söhne und Töchter der Stadt
- Fatih Çiplak (* 1994), türkischer Fußballspieler